# Potsdam (Schiff, 1935)
Der Schnelldampfer Potsdam war ein Passagierschiff des Norddeutschen Lloyd. Bei ihrer Indienststellung im Jahr 1935 war die Potsdam das erste Schiff in der Welthandelsflotte mit Zwangdurchlaufkesseln der Bauart Benson in Kombination mit einem turboelektrischen Antrieb. Die bei Blohm & Voss in Hamburg gebaute Potsdam wurde nach über vierzig Jahren Einsatzdauer Mitte der 1970er Jahre in Pakistan abgebrochen.

## Bauwerft Blohm & Voss
Auftraggeber für den Neubau war die Hamburger Reederei HAPAG. Der Stapellauf fand nach der Taufe durch den Oberbürgermeister von Potsdam, Generalmajor a. D. Hans Friedrichs, am 16. Januar 1935 statt. Noch vor Indienststellung wurde das Schiff an den Norddeutschen Lloyd in Bremen veräußert. Die erste Probefahrt erfolgte am 22. Juni 1935. Die Ausrüstung war am 28. Juni beendet und am 5. Juli 1935 verließ die Potsdam Bremerhaven zu ihrer Jungfernfahrt in Richtung Ostasien.

## Besonderes
Die Potsdam war mit einem für die damalige Zeit fortschrittlichen Wulstbug versehen. Die vier Benson-Höchstdruckkessel speisten zwei Dampfturbinen, welche die beiden Drehstromgeneratoren für die Versorgung der zwei Fahrmotoren antrieben. Siemens-Schuckert (SSW) hatte das Patent für die Kesselbauart von dem Erfinder Mark Benson erworben. Um Höchstdruckkessel auch in der Schifffahrt einzuführen, schloss SSW 1930 einen Lizenzvertrag mit der Werft Blohm & Voss in Hamburg. Anschließend wurde der neue Typ versuchsweise erstmals mit überkritischem Druck (über 225 bar) in einem von insgesamt vier Kesseln auf dem Frachter Uckermark erprobt.
Die Benson-Kessel der Potsdam erzeugten Dampf mit 90 bar (unterkritisch), der auf 470 °C überhitzt wurde und mit etwa 80 bar in die Turbinen eintrat. Dieser überhitzte Dampf erzeugte in zwei SSW-Dampfturbinen-Generatoren bei einer Drehzahl von 3200 min−1 den nötigen Drehstrom für die beiden Elektromotoren, die zwei vierflügelige Festpropeller mit einer Höchstdrehzahl von 168 min−1 antrieben. Man kalkulierte bei voller Fahrt einen Tagesverbrauch von 150 Tonnen Öl. Für eine Rundreise von Deutschland nach Ostasien mit Anlaufen von 27 Häfen benötigte sie nur 66 Tage und für die Strecke von Bremerhaven nach Singapur nur 19 Tage. Die Route nach Shanghai entwickelte sich ab 1938 zu einer der Hauptfluchtrouten von deutschen und österreichischen Juden nach Shanghai, da dort keine Auswanderungsvisa vorgeschrieben waren.
Über die Antriebsanlage hinaus wurden auch viele Hilfsmaschinen an Bord elektrisch betrieben. Besonders erwähnenswert waren in diesem Zusammenhang die sechs neben dem üblichen Ladegeschirr vorhandenen elektrischen Drehwippkräne für den Ladungsumschlag. Für den Betrieb im Hafen verfügte das Schiff über zwei Stromerzeugungsaggregate mit Dieselmotoren.
Der Bau erfolgte teils genietet, teils durch Lichtbogenschweißen. So wurden beim Bau etwa 70 Kilometer Stahlverbindungen geschweißt, was zu einer Verringerung des Stahlbaugewichts um rund 600 Tonnen führte. Der Schiffskörper hatte beim Stapellauf ein Stahlbaugewicht von etwa 7.000 Tonnen.

## Die Zeit während des Zweiten Weltkrieges
Mit dem Ausbruch des Zweiten Weltkrieges wurde die Potsdam erst in Hamburg und anschließend in Gotenhafen als Wohnschiff für die Kriegsmarine stationiert. 1942 gab es einen Plan, Projekt Elbe, das Schiff in einen Flugzeugträger umzubauen. Schließlich sollte es wegen seiner für ein Kriegsschiff geringen Geschwindigkeit in einen Schul-Flugzeugträger umgebaut werden, aber mit dem Ende des Flugzeugträgerbauprogramms im Januar 1943 wurde auch dieser Plan nicht verwirklicht. Ab dem 17. April 1944 war die Potsdam Wohnschiff für die „Küstenbefestigung Mittlere Ostsee“ in Gotenhafen. Anfang 1945 war das Passagierschiff an der Evakuierung der aus Ost- und Westpreußen auf die Halbinsel Hela geflüchteten Bevölkerung beteiligt (→ Unternehmen Hannibal). Über 50.000 Menschen wurden bei mehreren Fahrten von Hela aus von der Potsdam nach Westen abtransportiert.

## Nach 1945
Am 20. Juni 1945 wurde das Schiff an Großbritannien ausgeliefert. Neuer Eigentümer war jetzt das Ministry of War Transport. Unter dem neuen Namen Empire Jewel wurde es zum Truppentransporter umgebaut. Bereedert wurde das Schiff fortan von der Peninsular and Oriental Steam Navigation Company in London. Im November 1946 lag das Schiff, umbenannt in Empire Fowey, im Firth of Forth auf. In der Zeit von 1947 bis 1950 wurde die Empire Fowey in Glasgow auf der Werft Stephen & Sons umgebaut und mit neuen Kesseln und Turbinen versehen. Anfang 1960 wurde das Schiff außer Dienst gestellt. Die in Karatschi (Pakistan) ansässige Reederei Pan Islamic S.S. Co. kaufte es im Mai desselben Jahres und brachte es unter dem Namen Safina-E-Hujjaj als Pilgerschiff wieder in Fahrt. Es verkehrte vornehmlich auf der Route zwischen Karatschi und Dschidda, dem Tor nach Mekka. Neben Pilgerfahrten fuhr es auch im Pakistan-Hongkong-Dienst sowie nach Ostafrika.
Nach über vierzig Einsatzjahren wurde das Schiff 1976 endgültig außer Dienst gestellt. Am 22. Oktober begann man bei Gadani (Pakistan) mit der Verschrottung.